# Оттавский университет (Канзас)
Оттавский университет (OU) — частный баптистский университет гуманитарных наук. Первоначально был основан в г. Оттава, штат Канзас, позднее разросся и к нему добавился второй жилой кампус в Сюрпрайзе, штат Аризона, и несколько кампусов для взрослых в разных местах на территории Соединенных Штатов. Был основан в 1865 году и связан с Американской Баптистской Церковью США. В жилом кампусе в Оттаве (Канзас) обучается около 750 студентов, в то время как в кампусе в Сюрпрайзе — около 700, а также около 4000 студентов во всех кампусах и онлайн.

## История
Истоки Оттавского университета относятся к 1860-м годам, когда баптистские миссионеры основали Первую баптистскую церковь в районе, который в конечном итоге вырос в г. Оттава, в те времена, когда здесь ещё жили индейцы. Баптисты планировали создать учреждение высшего образования, который они планировали назвать «Университетом Роджера Уильямса», однако в конечном итоге, после покупки земли у индейцев, назвали «Оттавский университет».

## Кампусы

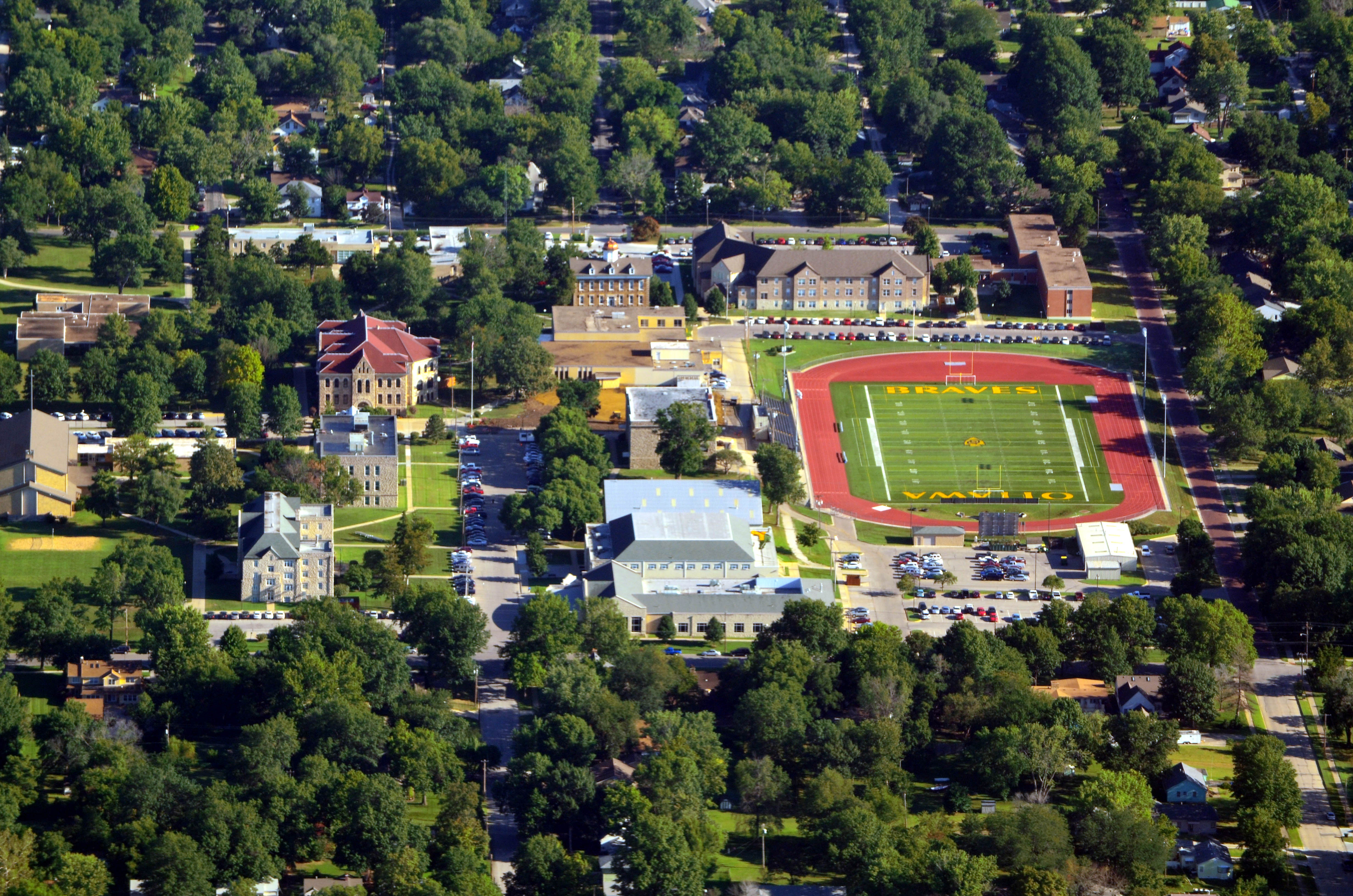
Аэрофотоснимок Оттавского университета

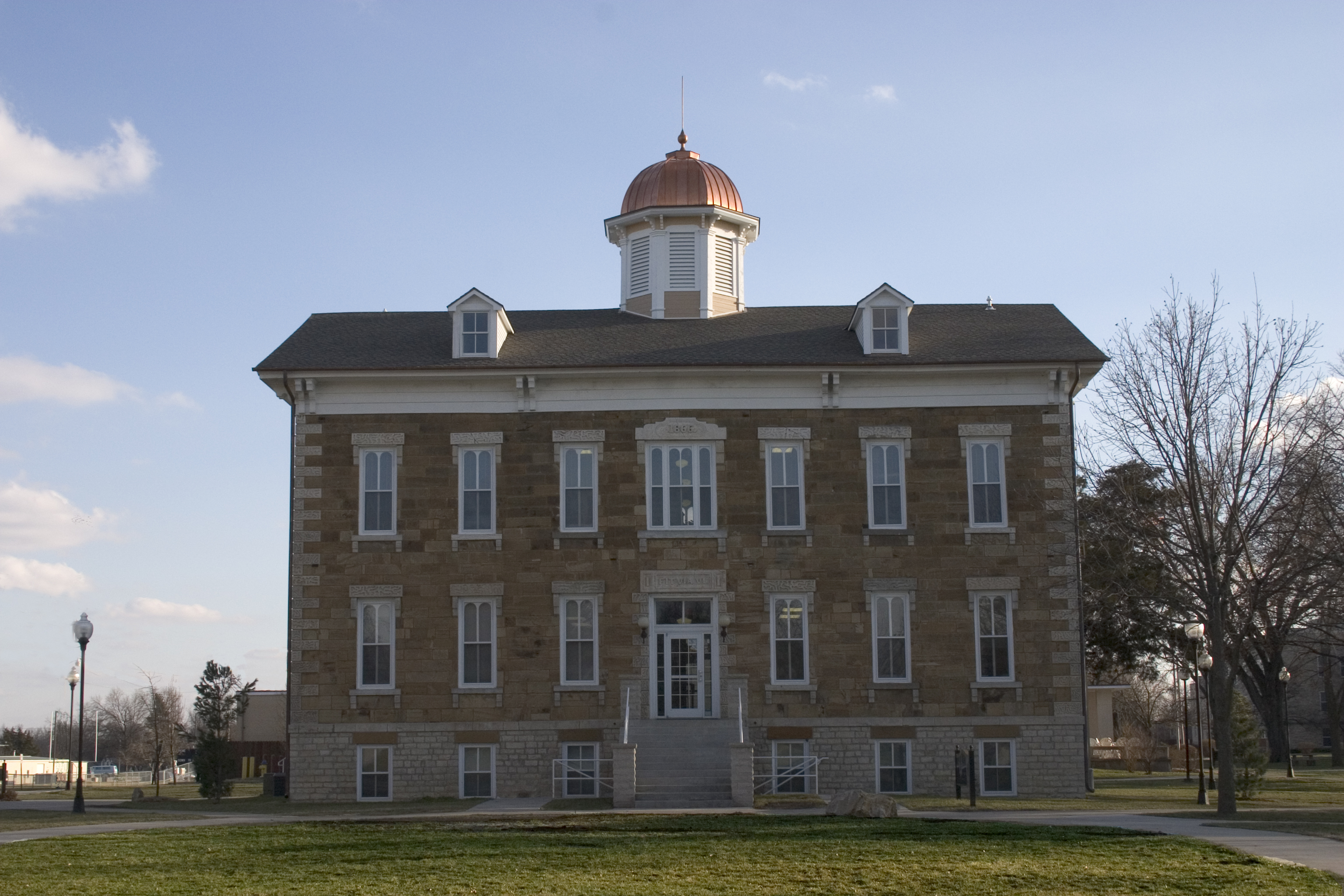
Tauy Jones Hall — самое старое здание Оттавского университета, построенное в 1869 году.

Оригинальный кампус находится в Оттаве, штат Канзас .
Второй жилой кампус был открыт в августе 2017 года в Сюрпрайз, штат Аризона, и передан OUAZ.
В дополнение к этим кампусам, у OU есть взрослые кампусы в таких городах: Оверленд-Парк, штат Канзас, Финикс и Куин-Крик, штат Аризона, Брукфилд, штат Висконсин и Джефферсонвилл, штат Индиана.

## Аккредитация
Университет Оттавы аккредитован Высшей учебной комиссией. Его образовательные программы в Канзасе аккредитованы Национальным советом по аккредитации педагогического образования и Канзасским государственным департаментом образования.

## Учебные программы
Университет Оттавы предлагает программы бакалавриата по более чем 25 дисциплинам. Магистерские программы включают следующие: магистр бухгалтерского учёта, магистр делового администрирования (MBA), магистр гуманитарных наук в области образования (MAEd), магистр гуманитарных ресурсов (MAHR), магистр искусств в области консультирования (MAC), магистр искусств в области лидерства, магистр наук в области консультирования по вопросам зависимости и магистр наук в области ухода за больными (MSN).
В 2017 году US News & World Report назвал университет третьим по величине региональным частным колледжем в Канзасе; сайт также поставил Оттавский университет на 42-е место из 150 в рейтинге Региональных колледжей Среднего Запада.

## Известные выпускники
- Уэйн Энджелл, бывший управляющий Федерального резерва, член палаты представителей штата Канзас и главный экономист Bear Stearns
- Митч Барнхарт, Спортивный Директор, Кентуккийский университет
- Леонард Эриксон, исследователь репарации ДНК
- Говард К. Глойд, герпетолог, приписал описание нескольких новых видов рептилий
- Робин Харрис, комик
- Тимон Маршалл, игрок Футбольной лиги Арены
- Мерритт К. Мечем, территориальный судья Верховного суда и однопалатный губернатор штата Нью-Мексико
- Дороти С. Страттон, директор Женского резерва береговой охраны США (SPARS) во время Второй мировой войны
- ДеДе Дорси, Национальная футбольная лига (Индианаполис Колтс (чемпионы Суперкубка XLI 2006 года) и Детройт Лайонс)
- Деррик Уорд, Национальная футбольная лига (играл в футбол для Оттавского университета в течение одного семестра, и не окончил этот институт)